# 珍妮弗·赫尔林斯-西蒙斯
珍妮弗·赫尔林斯-西蒙斯（荷蘭語：Jennifer Geerlings-Simons，本姓：西蒙斯，1953年9月5日—），苏里南医生、政治家，现任苏里南总统。
2010-2020年间，西蒙斯担任苏里南国民议会议长，是国民议会第二位女性议长。2024年7月，西蒙斯成为民族民主党主席。民族民主黨在2025年的大選中獲勝，西蒙斯於2025年7月6日被国民议会議員選舉為蘇利南總統，成為該國歷史上首位女性總統。